# Colchesterita
La colchesterita és un mineral de la classe dels òxids.

## Característiques
La colchesterita és un òxid de fórmula química Bi³⁺₂Mo⁶⁺₂O₉. Va ser aprovada com a espècie vàlida per l'Associació Mineralògica Internacional en el mes de setembre de l'any 2023, i encara resta pendent de publicació. Cristal·litza en el sistema monoclínic.
L'exemplar que va servir per a determinar l'espècie, el que es coneix com a material tipus, es troba conservat a les col·leccions mineralògiques del Museu d'Austràlia Meridional, a Adelaida, Austràlia, amb el número de registre: G35359.

## Formació i jaciments
Va ser descoberta a les escombreres de les mines de Kingsgate, al comtat de Gough (Nova Gal·les del Sud, Austràlia). Aquest indret és l'únic a tot el planeta on ha estat descrita aquesta espècie mineral.